# Liste der Monuments historiques in Dole
Die Liste der Monuments historiques in Dole führt die Monuments historiques in der französischen Stadt Dole auf.

## Liste der Bauwerke
| Bezeichnung                                   | Beschreibung | Standort                                       | Kennzeichnung | Schutzstatus           | Datum     | Bild           |
| --------------------------------------------- | ------------ | ---------------------------------------------- | ------------- | ---------------------- | --------- | -------------- |
| Wegesäulen im Forêt de Chaux                  |              | Chemin du Grand-Contour, Forêt de Chaux (Lage) | PA39000111    | Inscrit                | 2013      |                |
| Kaserne Bernard                               |              | 75 rue des Arènes (Lage)                       | PA00101841    | Inscrit Classé Inscrit | 1929 1975 |                |
| Collège de l’Arc                              |              | rue du Collège (Lage)                          | PA00101843    | Classé                 | 1964      |                |
| Collège Saint-Jérôme                          |              | (Lage)                                         | PA39000035    | Inscrit                | 1998      |                |
| Cours Saint-Mauris                            |              | (Lage)                                         | PA00132851    | Inscrit                | 1994      |                |
| Couvent des Carmélites                        |              | (Lage)                                         | PA00101842    | Inscrit Classé         | 1997 1999 |                |
| Couvent des Cordeliers                        |              | rue des Arènes (Lage)                          | PA00101844    | Classé                 | 1913      |                |
| Wohnhaus                                      |              | 1 rue des Commards (Lage)                      | PA00102085    | Inscrit Classé         | 1991 1993 |                |
| Stiftskirche Notre-Dame                       |              | (Lage)                                         | PA00101845    | Classé                 | 1910      | weitere Bilder |
| Kirche Saint-Jean l’Evangéliste               |              | 9 rue Jean XXIII (Lage)                        | PA39000073    | Inscrit Classé         | 2006 2007 |                |
| Stadtbefestigung                              |              | (Lage)                                         | PA00102090    | Inscrit                | 1991      |                |
| Fontaine Attiret                              |              | rue des Arènes (Lage)                          | PA00101846    | Inscrit                | 1926      |                |
| Brunnen und Brücke                            |              | rue du Prélot rue Pasteur (Lage)               | PA00101847    | Inscrit                | 1950      |                |
| Brücke über den Doubs                         |              | (Lage)                                         | PA00101873    | Inscrit                | 1948      |                |
| Hôpital de la Charité und Bastion Saint-André |              | (Lage)                                         | PA00101848    | Inscrit Classé         | 1948 1949 |                |
| Hôpital du Saint-Esprit                       |              | (Lage)                                         | PA00102089    | Inscrit                | 1991      |                |
| Hôtel de Champagney                           |              | 18, 20 rue Pasteur 21 rue Granvelle (Lage)     | PA00101849    | Inscrit                | 1971      |                |
| Hôtel de Froissard                            |              | 7 rue du Mont-Roland (Lage)                    | PA00101851    | Classé                 | 1982      |                |
| Hôtel de Genève                               |              | 15 rue Carondelet (Lage)                       | PA00101852    | Inscrit                | 1985      |                |
| Hôtel de Mailly-Château-Renaud                |              | 19 rue du Parlement (Lage)                     | PA00101854    | Inscrit                | 1980      |                |
| Hôtel de Rye                                  |              | 36 rue du Gouvernement (Lage)                  | PA00101855    | Inscrit                | 1981      |                |
| Ehemaliges Rathaus                            |              | 24 place Nationale (Lage)                      | PA00101856    | Inscrit                | 1927      |                |
| Hôtel de Vurry                                |              | 7 rue de Besançon (Lage)                       | PA00102086    | Classé                 | 1993      |                |
| Hôtel de Vurry                                |              | 25, 27 Grande-Rue (Lage)                       | PA00102087    | Classé                 | 1993      |                |
| Hôtel Luc de Saint-Mauris                     |              | 15 rue du Collège-de-l’Arc (Lage)              | PA00101853    | Inscrit                | 1994      |                |
| Hôtel Richardot                               |              | 36 rue des Arènes (Lage)                       | PA00101865    | Inscrit                | 2004      |                |
| Hôtel-Dieu                                    |              | 2 rue Bauzonnet (Lage)                         | PA00101850    | Classé                 | 1928      |                |
| Gebäude                                       |              | 1 rue Bouzonnet (Lage)                         | PA00101858    | Inscrit                | 1942      |                |
| Gebäude                                       |              | 14 place Nationale (Lage)                      | PA00101861    | Inscrit                | 1947      |                |
| Gebäude                                       |              | 7 rue Pointelin (Lage)                         | PA00101862    | Inscrit                | 1948      |                |
| Gebäude                                       |              | 6 rue du Mont-Roland (Lage)                    | PA00101860    | Inscrit                | 1950      |                |
| Gebäude                                       |              | 45 rue des Arènes (Lage)                       | PA00101857    | Inscrit                | 1950      |                |
| Gebäude                                       |              | 13 Grande-Rue (Lage)                           | PA00101859    | Inscrit                | 1950      |                |
| Freimaurerloge                                |              | 5 quai Pasteur 1 rue de la Bière (Lage)        | PA39000093    | Inscrit                | 2009      |                |
| Haus                                          |              | 44 rue de Besançon (Lage)                      | PA00101866    | Inscrit                | 1941      |                |
| Haus                                          |              | 40 Grande-Rue (Lage)                           | PA00101867    | Inscrit                | 1941      |                |
| Haus                                          |              | 25 rue de la Sous-Préfecture (Lage)            | PA00101868    | Inscrit                | 1948      |                |
| Haus                                          |              | 11 rue du Général-Malet (Lage)                 | PA39000001    | Inscrit                | 1996      |                |
| Haus                                          |              | 31 boulevard Wilson (Lage)                     | PA39000046    | Inscrit                | 2001      |                |
| Waisenhaus                                    |              | 27 rue Pasteur (Lage)                          | PA00102088    | Inscrit Classé         | 1991 1993 |                |
| Maison Jorrot                                 |              | 21 avenue Rockefeller (Lage)                   | PA00101863    | Inscrit                | 1975      |                |
| Nymphäum im Parc de Scey                      |              | Am Leinpfad des Rhein-Rhône-Kanals (Lage)      | PA00101869    | Inscrit                | 1984      |                |
| Palais Granvelle                              |              | (Lage)                                         | PA00101870    | Inscrit                | 1941      |                |
| Pavillon de l’Arquebuse                       |              | am Eingang zur Promenade du Pasquier (Lage)    | PA00101872    | Inscrit Classé         | 1971      |                |
| Pavillon des Archers                          |              | rue du Prélot (Lage)                           | PA00101871    | Inscrit                | 1984      |                |
| Pont de la Raie des Moutelles                 | Brücke       | (Lage)                                         | PA39000055    |                        |           |                |
| Geburtshaus von Louis Pasteur                 |              | 41-43 rue Pasteur (Lage)                       | PA00101864    | Classé                 | 1923      |                |
| Stadttheater                                  |              | 30 rue du Mont Roland (Lage)                   | PA00101874    | Classé                 | 1996      |                |

## Liste der Objekte
- Monuments historiques (Objekte) in Dole in der Base Palissy des französischen Kultusministeriums